# Elmidae

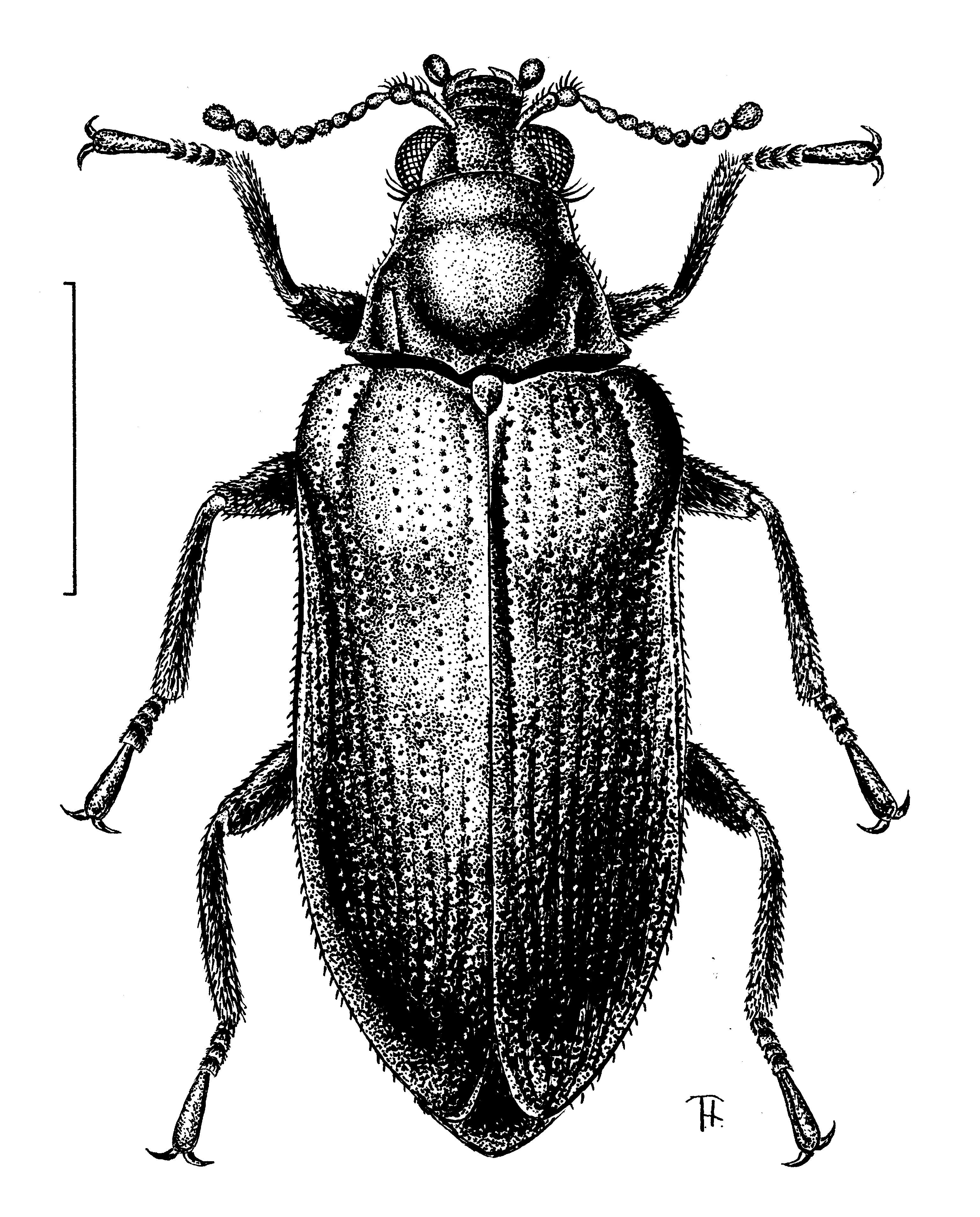
Hydora picea Ilustración por Des Helmore

Los élmidos (Elmidae), generalmente conocidos como  escarabajos de los rápidos[cita requerida], son una familia de coleópteros de la superfamilia Byrrhoidea descrita por John Curtis en 1830. Hay más de 150 géneros y 1500 especies descritas. Son de distribución mundial.
Las larvas y la mayoría de los adultos son acuáticos. Se los encuentra en todas las épocas del año. Se alimentan de material vegetal en descomposición y de algas.

## Géneros

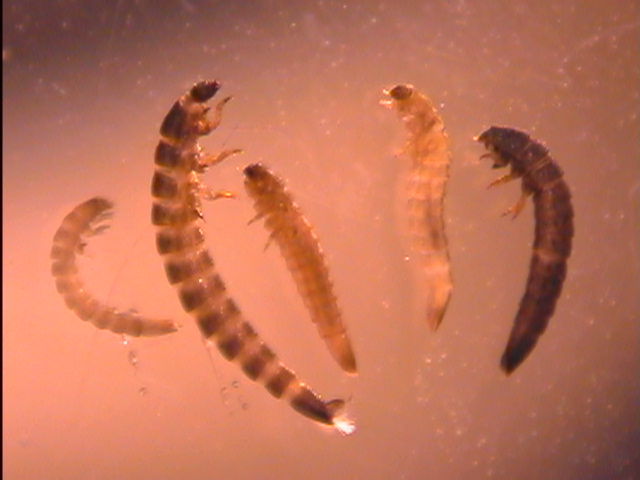
Larvas